# Pteromalus ciliatus
Pteromalus ciliatus is een vliesvleugelig insect uit de familie Pteromalidae. De wetenschappelijke naam is voor het eerst geldig gepubliceerd in 1795 door Walker.